# THE BEST OF TV ANIMATION SLAM DUNK〜Single Collection〜
『THE BEST OF TV ANIMATION SLAM DUNK〜Single Collection〜』（ザ・ベスト・オブ・テレビ・アニメーション・スラム・ダンク シングル・コレクション）は、SLAM DUNKの主題歌を集めたオムニバスアルバムである。

## 概要
- アニメ『SLAM DUNK』の主題歌を集めたコンピレーションアルバム。前作の「スラムダンク テーマソング集」に、1993年から1996年にテレビ朝日系で放送された「NO.」の各主題歌の放送時の映像をそのまま収録したDVDが付属した仕様となっている。
- 2014年12月17日はアニメ化20周年記念の一環として、「THE BEST OF TV ANIMATION SLAM DUNK ～Single Collection～ HIGH SPEC EDITION」というタイトルで再発する。こちらはBlue-spec CD＋Blu-ray仕様となっており、各主題歌のオープニング・エンディング映像をノンテロップで収録したBlu-rayが付属した仕様となっている。

## 収録曲
1. 君が好きだと叫びたい / BAAD
  - 作詞：山田恭二 作曲：多々納好夫 編曲：明石昌夫

第1期オープニングテーマ
2. あなただけ見つめてる / 大黒摩季
  - 作詞・作曲：大黒摩季 編曲：葉山たけし

第1期エンディングテーマ
3. 世界が終るまでは… / WANDS
  - 作詞：上杉昇 作曲：織田哲郎 編曲：葉山たけし

第2期エンディングテーマ
4. 煌めく瞬間に捕われて / MANISH
  - 作詞：高橋美鈴・川島だりあ 作曲：川島だりあ 編曲：明石昌夫

第3期エンディングテーマ
5. ぜったいに 誰も / ZYYG
  - 作詞：高山征輝 作曲：織田哲郎 編曲：ZYYG

第2期オープニングテーマ
6. マイ フレンド / ZARD
  - 作詞：坂井泉水　作曲：織田哲郎　編曲：葉山たけし

第4期エンディングテーマ
7. ENDLESS CHAIN～CINE VERSION～ / BAAD
  - 作詞：山田恭二　作曲・編曲：大田紳一郎
8. 煌めく瞬間に捕われて～CINE VERSION～ / MANISH